# جری لیبر و مایک استولر

استولر (چپ) و لیبر (راست) در کنار الویس پریسلی

جری لیبر (به انگلیسی: Jerry Leiber) ترانه‌سرا متولد ۲۵ آوریل ۱۹۳۳ و متوفی در ۲۲ اوت ۲۰۱۱ به همراه مایک استولر (به انگلیسی: Mike Stoller) آهنگساز متولد ۱۳ آوریل ۱۹۳۳، زوج ترانه‌نویس و تهیه کننده موسیقی، اهل ایالات متحده آمریکا بودند که بسیاری از ترانه‌های موفق مانند ترانه معروف «سگ شکاری» را ساخته‌اند.
لیبر و استولر بیشتر با همکاری با الویس پریسلی و گروه کوسرز (The Coasters) شناخته می‌شوند.